# Kit GD-ROM
 (août 2025).
Motif : sources secondaires peu convaincantes. À fusionner avec GD-ROM ?
- Archive Wikiwix
- Bing
- Cairn
- DuckDuckGo
- E. Universalis
- Gallica
- Google
- G. Books
- G. News
- G. Scholar
- Persée
- Qwant
- (zh) Baidu
- (ru) Yandex
- (wd) trouver des œuvres sur Wikidata

| 1. | Préciser le motif de la pose du bandeau. | Précisez le motif de la pose du bandeau en utilisant la syntaxe suivante : {{admissibilité à vérifier\|date=août 2025\|motif=remplacez ce texte par le motif}}                  |
| 2. | Informer les utilisateurs concernés.     | Pensez à avertir le créateur de l'article, par exemple, en insérant le code ci-dessous sur sa page de discussion : {{subst:avertissement admissibilité à vérifier\|Kit GD-ROM}} |

Un Kit GD-ROM est un ensemble de périphériques et d'accessoires nécessaires pour pouvoir faire fonctionner un lecteur de GD-ROM sur un système d'arcade compatible.

## Description
Le kit GD-ROM est composé d'une DIMM board et d'un lecteur de GD-ROM. Ces deux éléments sont reliés entre eux par un câble SCSI-2 (Fast SCSI),. Il permet l'utilisation du média GD-ROM, possédant des capacités plus importantes que les cartouches utilisés originellement par ces systèmes, ainsi que de meilleures protections anti-piratage[réf. souhaitée].
Le kit fut d'abord présenté comme une mise à jour pour un système d'arcade de SEGA, le Naomi, puis réutilisé pour les systèmes Naomi 2, Triforce et Chihiro. Aussi bien pour certaines révisions du système Chihiro que pour certaines du Triforce, la DIMM board est directement  intégrée au système,,.

## Fonctionnement
Le fonctionnement de l'ensemble étant directement lié au fonctionnement de chaque élément qui composent le kit, le fonctionnement de ce système est plus spécifiquement détaillé dans les articles suivants :
- DIMM board
- Lecteur de GD-ROM

## Systèmes compatibles
- Naomi
- Naomi 2
- Chihiro
- Triforce